# Pseudonacaduba aethiops
Pseudonacaduba aethiops är en fjärilsart som beskrevs av Paul Mabille 1877. Pseudonacaduba aethiops ingår i släktet Pseudonacaduba och familjen juvelvingar. Inga underarter finns listade.